# Radosław Ładczuk
Radosław Ładczuk (ur. 2 czerwca 1976 w Szczecinie) – polski operator filmowy.
Absolwent Wydziału Operatorskiego PWSFTviT w Łodzi. Laureat nagród filmowych: m.in. zdobywca Złotej Kaczki miesięcznika "Film" za najlepsze zdjęcia. Nominowany do Polskiej Nagrody Filmowej, Orzeł w kategorii najlepsze zdjęcia. Członek Europejskiej Akademii Filmowej.

## Wybrana filmografia
jako autor zdjęć:
- Sala samobójców (2011)
- Jesteś Bogiem (2012)
- Dzień kobiet (2012)
- Między nami dobrze jest (2014)
- Babadook (2014)
- Sala samobójców. Hejter (2020)

## Wybrane nagrody i nominacje
- 2009 – Nagroda za zdjęcia do spektaklu telewizyjnego Golgota wrocławska na Krajowym Festiwalu Polskiego Radia i Teatru TV "Dwa Teatry" w Sopocie
- 2011 – Nagroda za najlepszy debiut operatorski – zdjęcia do filmu Sala samobójców na Międzynarodowym Festiwalu Sztuki Autorów Zdjęć Filmowych "Plus Camerimage"
- 2011 – Nagroda Główna w Konkursie Filmów Polskich w ramach Międzynarodowym Festiwalu Sztuki Autorów Zdjęć Filmowych "Plus Camerimage" za zdjęcia do filmu Sala samobójców
- 2011 – Nagroda im. Andrzeja Munka przyznawana przez PWSFTviT w Łodzi za zdjęcia do filmu Sala samobójców
- 2011 – Złota Kaczka w kategorii najlepsze zdjęcia przyznawana przez miesięcznik "Film" za zdjęcia do filmu Sala samobójców
- 2013 – nominacja do Nagrody Stowarzyszenia Autorów Zdjęć Filmowych (PSC) za zdjęcia do filmu Jesteś Bogiem
- 2013 – nominacja do Polskiej Nagrody Filmowej, Orzeł za zdjęcia do filmu Jesteś Bogiem